# Mirjam Friedová
Mirjam Friedová (* 3. ledna 1956) je česká lingvistka. Byla první ženou ve funkci děkana Filozofické fakulty Univerzity Karlovy od jejího založení roku 1348. Absolventka zdejší bohemistiky a klasické filologie se celý život věnuje obecné lingvistice, kterou vyučovala na řadě prestižních světových univerzit.

## Životopis
Mirjam Friedová vystudovala v letech 1976–1981 bohemistiku a klasickou filologii na Filozofické fakultě Univerzity Karlovy, v letech 1979–1982 zde pokračovala ve studiu na oboru anglistika a zároveň v letech 1981–1982 pracovala v oddělení pro dějiny českého jazyka Ústavu pro jazyk český ČSAV. Od roku 1982 žila v Spojených státech amerických. Od roku 1987 studovala obecnou lingvistiku na Kalifornské univerzitě v Berkeley, kde získala doktorát. Po jednoročním hostovacím angažmá na Oregonské univerzitě (1997/1998) pak na téže univerzitě působila v letech 1998–2001 jako odborný asistent.
V letech 2001–2008 přednášela obecnou lingvistiku a slavistiku na Princetonské univerzitě. Roku 2008 jí byla na Helsinské univerzitě udělena docentura v oboru obecná lingvistika. V letech 2008–2011 pracovala v oddělení gramatiky Ústavu pro jazyk český Akademie věd ČR a mezi roky 2011–2014 byla ředitelkou Ústavu obecné lingvistiky Filozofické fakulty Univerzity Karlovy. Dne 10. října 2013 byla zvolena děkankou Filozofické fakulty UK po odstupujícím Michalu Stehlíkovi, do funkce nastoupila 1. února 2014. V únoru 2018 ji ve funkci vystřídal Michal Pullmann.
Mirjam Friedová má bohatou odbornou publikační a pedagogickou činnost doma i v zahraničí, zároveň je členkou mnoha významných mezinárodních učených společností. Její editorská činnost zahrnuje šéfredaktorství časopisu Constructions and Frames, jejž roku 2008 spoluzakládala, dlouholetou práci redaktorky knižní řady CAL (John Benjamins), kterou roku 2002 rovněž spoluzaložila, práci zástupce šéfredaktora časopisu Cognitive Linguistics (de Gruyter) a členství v řadě redakčních rad domácích časopisů. Je členkou vědecké rady Nadačního fondu Neuron v oboru společenské vědy.